# Thế vận hội Mùa đông 1972
Thế vận hội Mùa đông 1972, hay Thế vận hội Mùa đông XI, được tổ chức từ 3 tháng 2 đến 13 tháng 2 năm 1972 tại Sapporo (Nhật Bản). Tất cả có 35 quốc gia tham dự.

## Các quốc gia tham dự
| - Argentina - Úc - Áo - Bỉ - Bulgaria - Canada - Trung Hoa Dân Quốc - Tiệp Khắc - Phần Lan - Pháp - Đông Đức - Tây Đức |  | - Anh Quốc - Hy Lạp - Hungary - Iran - Ý - Nhật Bản (chủ nhà) - CHDCND Triều Tiên - Hàn Quốc - Liban - Liechtenstein - Mông Cổ - Hà Lan |  | - New Zealand - Na Uy - Philippines - Ba Lan - România - Liên Xô - Tây Ban Nha - Thụy Điển - Thụy Sĩ - Hoa Kỳ - Nam Tư |

## Môn thi đấu
| - Trượt tuyết Alpine - Biathlon - Xe trượt băng (bobsleigh) - Trượt tuyết việt dã (cross-country skiing) - Trượt băng nghệ thuật (figure skating) | - Khúc côn cầu (hockey) - Luge - Trượt tuyết Nordic - Nhảy ski - Trượt băng (speed skating) |

## Bảng tổng sắp huy chương
| 1  | Liên Xô (URS)   | 8 | 5 | 3 | 16 |
| 2  | Đông Đức (GDR)  | 4 | 3 | 7 | 14 |
| 3  | Thụy Sĩ (SUI)   | 4 | 3 | 3 | 10 |
| 4  | Hà Lan (NED)    | 4 | 3 | 2 | 9  |
| 5  | Hoa Kỳ (USA)    | 3 | 2 | 3 | 8  |
| 6  | Tây Đức (FRG)   | 3 | 1 | 1 | 5  |
| 7  | Na Uy (NOR)     | 2 | 5 | 5 | 12 |
| 8  | Ý (ITA)         | 2 | 2 | 1 | 5  |
| 9  | Áo (AUT)        | 1 | 2 | 2 | 5  |
| 10 | Thụy Điển (SWE) | 1 | 1 | 2 | 4  |
| 11 | Nhật Bản (JPN)  | 1 | 1 | 1 | 3  |